# میدان هوایی اورنج گروو
میدان هوایی اورنج گروو (به انگلیسی: Naval Auxiliary Landing Field Orange Grove) یک فرودگاه نظامی است . این فرودگاه در شهر اورنج گروو، تگزاس کشور ایالات متحده آمریکا قرار دارد و در ارتفاع ۷۸ متری از سطح دریا واقع شده‌است.